# Panchlora pulchella
Panchlora pulchella är en kackerlacksart som beskrevs av Hermann Burmeister 1838. Panchlora pulchella ingår i släktet Panchlora och familjen jättekackerlackor. Inga underarter finns listade i Catalogue of Life.